# Esgos
Esgos – gmina w Hiszpanii, w prowincji Ourense, w Galicji, o powierzchni 37,79 km². W 2011 roku gmina liczyła 1180 mieszkańców.